# Mount Hubley
Mount Hubley är ett berg i Antarktis. Det ligger i Västantarktis. Chile gör anspråk på området. Toppen på Mount Hubley är 2 162 meter över havet.
Terrängen runt Mount Hubley är platt västerut, men österut är den kuperad. Trakten är obefolkad. Det finns inga samhällen i närheten.